# Petrophile filifolia
Petrophile filifolia är en tvåhjärtbladig växtart. Petrophile filifolia ingår i släktet Petrophile och familjen Proteaceae.

## Underarter
Arten delas in i följande underarter:
- P. f. filifolia
- P. f. laxa